# Mark Lindsay
Mark Lindsay (Eugene, 9 maart 1942) is een Amerikaanse r&b-zanger en componist. Hij was medeoprichter van de band Paul Revere & the Raiders.

## Carrière
Lindsay was de tweede van acht kinderen van George en Esther Ellis Lindsay. Het gezin verhuisde op jonge leeftijd naar Idaho, waar hij naar de Wilder High School ging.
Lindsay begon op 15-jarige leeftijd op te treden met lokale bands die op lokale locaties speelden. Hij werd gevraagd om te zingen in de band Freddy Chapman & the Idaho Playboys, nadat hij een lokale talentenjacht had gewonnen. Nadat Chapman het gebied had verlaten, zag Lindsay de andere bandleden en het nieuwe lid Paul Revere Dick spelen in een lokale I.O.O.F. Hal. Hij haalde de band over om hem een paar liedjes met hen te laten zingen. De volgende dag werkte hij bij McClure Bakery in Caldwell, toen Paul Revere binnenkwam om benodigdheden te kopen voor een hamburgerrestaurant dat hij bezat. Met deze toevallige ontmoeting begon hun professionele relatie.
Lindsay werd zanger en saxofonist in een band met Revere en enkele anderen. Hij stelde voor dat ze zichzelf The Downbeats zouden noemen, naar een tijdschrift met dezelfde titel. Ze maakten enkele demotapes in 1960 in Boise, Idaho en tekenden bij de platenmaatschappij Gardena Records. De band scoorde hun eerste nationale hit met de piano/gitaar instrumental Like, Long Hair, die op 17 april 1961 piekte op #38 in de Billboard-hitlijsten.
Na nog een paar keer van bezetting te hebben gewisseld, nam de band het nummer Louie, Louie op rond dezelfde tijd dat de rivaliserende Pacific Northwest-band The Kingsmen het nummer opnam. De Kingsmen-versie was degene die zich nationaal plaatste in de hitlijst, maar Mark en zijn bandleden kregen ook aandacht.
Rond de tijd dat Louie, Louie werd opgenomen, besloten ze om de naam van Paul Revere als een gimmick te gebruiken en zichzelf aan te kondigen als Paul Revere & the Raiders. Ze begonnen zich te kleden in outfits in de stijl van de Revolutionaire Oorlog. Mark Lindsay ging een beetje verder met het thema door zijn haar uit te laten groeien en het terug te trekken in een paardenstaart, wat zijn kenmerkende look werd.
Lindsay en de band trokken de aandacht van Dick Clark, die de middagshow Where the Action Is ontwikkelde voor de tienermarkt. Clark huurde de band in als vaste artiesten en de band werd al snel zeer succesvol. Lindsay's slungelige gestalte en knappe uiterlijk, evenals zijn uitstekende zangstem, maakten hem al snel enorm populair. Hij werd een van de belangrijkste Amerikaanse tieneridolen van de jaren 1960.
Lindsay begon al snel te werken, niet alleen als zanger van de band, maar ook als componist en producent. The Raiders waren de eerste rockband die werd gecontracteerd door Columbia Records en werd geproduceerd door Terry Melcher, de zoon van actrice en zangeres Doris Day. Lindsay en Melcher werden vrienden en deelden een tijdje een huis. Het huis werd later berucht als de plaats van de gruwelijke moorden op actrice Sharon Tate en anderen, gepleegd door leden van de 'familie' van Charles Manson.

### Na The Raiders
Lindsay bleef een paar jaar solosingles opnemen (voor Warner Bros., Elka en Greedy Records) voordat hij stopte met optreden om als hoofd van A&R voor United Artists Records te gaan werken. Hij heeft bijgedragen aan de opnamen van artiesten als Gerry Rafferty (op Baker Street), Kenny Rogers en anderen. Zijn bekwaamheden omvatten ook het componeren van jingles voor commercials (waaronder Baskin-Robbins, Datsun, Kodak, Pontiac en Levi's) en scores voor films. Hij droeg zowel zijn stem als zijn muzikale composities bij aan advertenties voor bedrijven zoals Yamaha, die de muziek van Silver Bird als achtergrond gebruikten voor een van hun commercials. Hij componeerde ook muziek voor de films For Pete's Sake en The Love Machine, gezongen door respectievelijk Barbra Streisand en Dionne Warwick, en voor de documentaire The Killing of America uit 1982, evenals een lied voor de film Savage Streets. In 1980 dubde hij een stem en schreef hij samen met W. Michael Lewis de muziekscore voor de Amerikaanse versie van de Japanse film Shogun Assassin.
Lindsay maakte enkele optredens in 1985 tijdens de honderdste verjaardag van het Vrijheidsbeeld, de Legends for Liberty-tournee (gesteund door de rockband Spirit uit de jaren 1960 en begon weer alleen te toeren. In 1989 begon hij stilletjes op te nemen in de Kiva Studios (nu House of Blues Studios of Memphis) in Memphis met vriend Michael Bradley. Hoewel het album Looking for Shelter niet werd opgenomen voor nationale publicatie, maakte Lindsay het album in 2003 beschikbaar voor fans via zijn website. In het begin van de jaren 1990 ontmoette hij de band The Chesterfield Kings in Rochester tijdens een van zijn tournees en werkte later met hen samen tijdens hun opname van Where Do We Go From Here? Hij verscheen ook in een cameo in hun film Where is de Chesterfield King? (2000).
Lindsay's volgende officiële solopublicatie was Video Dreams in 1996. Deze poging werd hartelijk ontvangen en Lindsay startte een nog agressiever tourneeschema. Video Dreams was oorspronkelijk begonnen als een duetalbum met Carla Olson. Lindsay had eerder een duet met Olson op Ups and Downs, opgenomen op haar album Reap The Whirlwind uit 1994. Olson co-produceerde de oorspronkelijke sessies met Lindsay en bracht Danny Federici en Eric Johnson binnen, evenals liedjes geschreven door haar twee vrienden Scott Kempner van de Del Lords en Michael Nold. Een meningsverschil over de richting van het album leidde ertoe dat het album een soloalbum van Lindsay werd, hoewel de selectie van nummers hetzelfde bleef, met slechts één nummer toegevoegd dat oorspronkelijk niet met Olson was opgenomen.
Hij volgde deze publicatie met de vakantieplaat Twas the Night Before Christmas (2000)) en Live at Rick's Cafe (1999) (geen live-album, maar een verzameling pre-rock standards).
In 2003 had hij aangekondigd dat hij zou stoppen met toeren, maar daar kwam hij later op terug. Een opname van zijn eerste afscheidsshow The Last Midnight Ride werd uitgebracht in 2004. Momenteel toert hij wat, maar vanaf 7 januari 2006 was hij vanaf 19.00 uur elke zaterdagavond te horen op de webcast Mark After Dark op de website van KISN-radio tot 12.00 uur.
Op 11 november 2006 schakelde Mark After Dark over naar FM-webcast K-Hits 106-7 KLTH van zaterdagavond 19.00 uur tot 23.00 uur. Op 10 maart 2007 veranderde het programma Mark After Dark zijn naam in Mark Lindsay's Rock & Roll Cafe om te verwijzen naar Lindsay's restaurant, dat op 27 augustus 2007 voor het publiek werd geopend in Portland. Het restaurant omvatte een afgelegen studio waar Lindsay zijn radioshow deed voor restaurantgasten, die vanaf de straat en het trottoir te zien was.
Op 21 september 2007 werd een federale rechtszaak aangespannen tegen het nieuwe restaurant vanwege het vermeende ongeoorloofde gebruik van verschillende handelsmerken van de familie Yaw, die jarenlang Yaw's Top Notch Restaurants in de omgeving van Portland had geëxploiteerd. Op 12 mei 2008 kondigde Mark Lindsay's Rock & Roll Cafe de sluiting aan.
Lindsay's opname van Treat Her Right met Los Straitjackets in 2001 werd geciteerd door Stephen King in zijn column voor Entertainment Weekly in mei 2008.
Tijdens de zomers van 2010-2013 had Lindsay een zwaar tourneeschema door de Verenigde Staten als onderdeel van de Happy Together: 25th Anniversary Tour, samen met Flo & Eddie van The Turtles, The Grass Roots, The Buckinghams en The Monkees-lid Micky Dolenz (alleen 2010 en 2013). In 2013 nam Lindsay het album Life Out Loud op met nieuw materiaal bij Bongo Boy Records. Lindsay was op de nationale tournee van de Happy Together-tournees van 2015, 2016 en 2018 en was ook op de Happy Together-tournee van 2020 te horen.

## Televisie
In 1968 had Lindsay de schrijf- en productietaken voor de band volledig overgenomen. Paul Revere & the Raiders had een wisselende bezetting van bandleden, met alleen Revere en Lindsay sinds de oprichting in de band. Where the Action Is was de televisiegeschiedenis ingegaan. Dick Clark had de andere show Happening '68 gemaakt, die zou worden gepresenteerd door Revere en Lindsay en waarin de band te zien zou zijn. De band zelf was prominent aanwezig in deze show, terwijl in Where the Action Is de hele band deel uitmaakte van een ensemble van andere muzikale artiesten. Happening '68 ging in première in januari 1968. De show was zo populair dat de band in de zomer van 1968 ook een dagelijkse versie presenteerde, genaamd It's Happening. Happening '68 overleefde in 1969, waarna de naam van de show Happening werd. De show werd geannuleerd in oktober 1969.
Tegen die tijd probeerden Mark Lindsay en zijn bandleden, net als veel andere bands, hun succes vast te houden, maar ze verkenden ook andere mogelijkheden. Lindsay begon soloplaten op te nemen en platen te produceren voor zijn bandlid Freddy Weller, die later zijn eigen solosucces boekte in het country-muziekgenre.
Lindsay had enig succes met nummers als Arizona (1969, Billboard #10), waarvan meer dan een miljoen exemplaren werden verkocht en werd bekroond met een gouden schijf en Silver Bird (Billboard #25) in 1970.
Lindsay nam Indian Reservation op, een nummer geschreven door John Loudermilk en jaren eerder door Don Fardon tot een Hot 100 top 20-hit gemaakt. Het was bedoeld als solo-opname voor Lindsay, maar voor marketingdoeleinden werd de beslissing genomen om het nummer uit te brengen onder de eenvoudige bandnaam Raiders met alleen Lindsay & Revere op het nummer, samen met sessiespelers van The Wrecking Crew uit Los Angeles. Het nummer kreeg een nieuwe titel met een ondertitel Indian Reservation (The Lament of the Cherokee Reservation Indian). In de Hot 100 bereikte het record #1, terwijl de hoogste positie die Paul Revere & the Raiders ooit hadden bereikt #4 was.
Lindsay bleef solosingles in 1970-1971 in de hitlijst brengen: Miss America (#44 - mei 1970), And the Grass Won't Pay No Mind (#44 - november 1970), Problem Child (#80 - januari 1971), Been Too Long on the Road (#98 - juni 1971) en Are You Old Enough (#87 - oktober 1971). Lindsay hield zijn profiel hoog door te verschijnen in de televisieserie Make Your Own Kind of Music van The Carpenters en door de thema's te zingen van de films Something Big (1971) en Jody, het thema van Santee (1973 - toegeschreven aan The Raiders) .
Halverwege de jaren 1970 verkocht de band niet meer zoveel platen als ze ooit hadden en zowel Lindsay als The Raiders verloren hun Columbia-contract. Lindsay verliet officieel de band in 1975 toen hij en Paul Revere blijkbaar verschillende visies hadden op de band en hun eigen individuele bezigheden. Hij maakte nog een paar optredens in 1976 voor enkele Bicentennial-optredens, evenals een door Dick Clark geproduceerde reünie met zijn bandleden uit het Action-tijdperk in 1977.

## Privéleven
Lindsay trouwde met zijn tweede vrouw Deborah (geboren Brown) op 29 juli 1989 in McCall, Idaho, na zijn eerste huwelijk met Jaime Zygon, dat in het begin van de jaren 1980 eindigde en woont nu in Maine.

## Discografie
- 1969: First Hymn from Grand Terrace
- 1969: Arizona
- 1970: Miss America
- 1970: Silver Bird
- 1970: And the Grass won't pay no mind

- Biblioteca Nacional de España: XX1225363
- Bibliothèque nationale de France: cb13896678v (data)
- Gemeinsame Normdatei: 135267811
- International Standard Name Identifier: 0000 0000 5930 2223
- Library of Congress Control Number: n92040907
- MusicBrainz: ffd22b66-ef54-41e7-9993-635e4392755b
- SNAC: w6526rdt
- Virtual International Authority File: 34643707
- WorldCat: E39PBJwtkXKK4hY8V7VYr9f8YP